# Stamnodes carcavalloi
Stamnodes carcavalloi är en fjärilsart som beskrevs av Orfila och Schajovski 1962. Stamnodes carcavalloi ingår i släktet Stamnodes och familjen mätare. Inga underarter finns listade i Catalogue of Life.